# Оповідки з Кільця (рольова настільна гра)
Оповідки з Кільця (англ. Tales from the Loop, швед. Ur Varselklotet) — науково-фантастична настільна рольова гра видавництва «Free League Publishing» за сетингом Сімона Столенгаґа. Гра розроблена Нілсом Гінце і працює на системі Year Zero Engine, створених Томасом Гаренстамом, який також виступив редактором та керівником проекту Кільця.
Дія гри відбувається в альтернативних 80-х, гравці виступають у ролі дітей, вже майже підлітків, що мешкають у невеликому віддаленому містечку (Швеції або США на вибір), біля якого знаходиться неймовірна наукова споруда — велетенський підземний прискорювач частинок, який місцеві прозвали Кільцем. Завдяки ряду наукових відкриттів, у світі з'явилися летючі кораблі на магнітних дисках, роботи і т. ін. Після будівництва прискорювача в околицях залишилося багато химерного брухту, а місцевий ландшафт прикрашають різні фантастичні споруди. Діти мають досліджувати міжпросторові портали, різні фізичні аномалії та навіть динозаврів, що потрапили у їхні двори через експерименти їхніх сусідів. Дорослі, звісно ж, їм не вірять і навіть не слухають. Тому всі проблеми і загрози лягають на плечі дітлахів.
Гра була створена завдяки успішній краудфандинговій кампанії на «kickstarter» в 3 млн шведських крон із запланованих 6-ти тисяч і проведена Free League AP.

## Огляд гри

### Сетинг
Потенціал ядерних технологій став очевидним наприкінці Другої світової. Стало ясно, що великі дослідження в області фундаментальної фізики привели до прориву світового масштабу в військовій та побутовій індустрії. У СРСР, здавалося, випадкове відкриття магнітринного ефекту стало поштовхом для створення неймовірних магнітних суден, які назавжди змінили транспортну галузь. Ці події сприйняли як знак, що подальші розробки повністю окуплять себе; в Швеції ініціювали запуск цілого ряду експериментальних дослідницьких програм. У ці ранні роки на початку 1950-х дух першопрохідців був особливо сильний, тож Швеція ухвалила рішення створити національний прискорювач частинок. Скоро стало зрозуміло, що він стане найбільшим і найпотужнішим прискорювачем у світі — навіть того, що побудували в Неваді декількома роками раніше.

### Ігрова механіка
Одна гра триває від 3—6 годин, за яку гравці мають закінчити свою пригоду яку тут називають «Mysterie/Загадка». У грі є безпосередньо гравці і ведучий Gamemaster/майстер гри що задає вектор розгортання подій. Дії та випадковості вирішуються гральними кубами. Усі персонажі мають 4 основні характеристики: тіло, розум, сила духу та технології, які варіюються в межах 1—5 закладених очок. Із кожною з них пов'язані певні здібності, наприклад сила, непомітність і спритність для тіла. А розслідування, розуміння та емпатія для розуму. Значення характеристики не можуть перевищувати 5. За кожен рівень характеристики і пов'язаною з нею здібності гравець додає 1 кубик, котрий буде застосовуватися для перевірки їх дії.
Ігромайстер не кидає кубиків. Він лише описує загрозу або перепону, з якими зіткнулися герої, і визначає складність перешкоди.
Бойова система в грі відсутня. Якщо гравець зазнає невдачі при перевірці характеристики, персонаж натрапляє на нові проблеми, втрачає щось важливе або записує наслідки. Вони бувають 4-х видів: засмучений, наляканий, втомлений, травмований. Кожне дає −1 на перевірку в певних ситуаціях. Померти герой не може.
«Оповідки з Кільця» базуються на 6 основних принципах, які допомагають Ігромайстру та гравцям занурюватися у всесвіт і рухатися сюжетом до розгадки Таємниці:
1. У вашому рідному містечку повно дивних і фантастичних речей.
2. Повсякденне життя тьмяне і невблаганне.
3. Дорослі не зацікавлені та недосяжні.
4. Всесвіт Кільця небезпечний, але діти не можуть померти.
5. Гра відіграється сцена за сценою.
6. Світ описується спільно.

Діти — це персонажі, створені гравцями. У грі пропонується багато варіантів для вибору гравця, але основна категорія заснована на їхньому типі, подібно до того, як працюють класи в «Dungeons & Dragons». Гра пропонує наступні типи:
- Книжковий ботан
- Комп'ютерний задрот
- Селюк
- Качок
- Золоте дитя
- Неформал
- Халамидник
- Дивак